# Bazilica Sfântul Laurențiu din afara zidurilor
Bazilica Sfântul Laurențiu din afara zidurilor (în latină Basilica Sancti Laurentii extra muros, în italiană San Lorenzo fuori le mura) este un lăcaș de cult din Roma, una din cele șapte biserici de pelerinaj din Roma.

## Istoric
Împăratul Constantin cel Mare a construit un lăcaș de cult la mormântul Sfântului Laurențiu. Edificiul a fost apoi extins de papa Damasus I, care înainte de a deveni episcop, a fost diacon al acestei biserici.
Forma actuală a bazilicii datează din secolul al VI-lea. Pe 19 iulie 1943 fațada a fost distrusă în timpul primului bombardament al Romei⁠(it)[traduceți]. Fațada a fost refăcută după război.

## Galerie de imagini

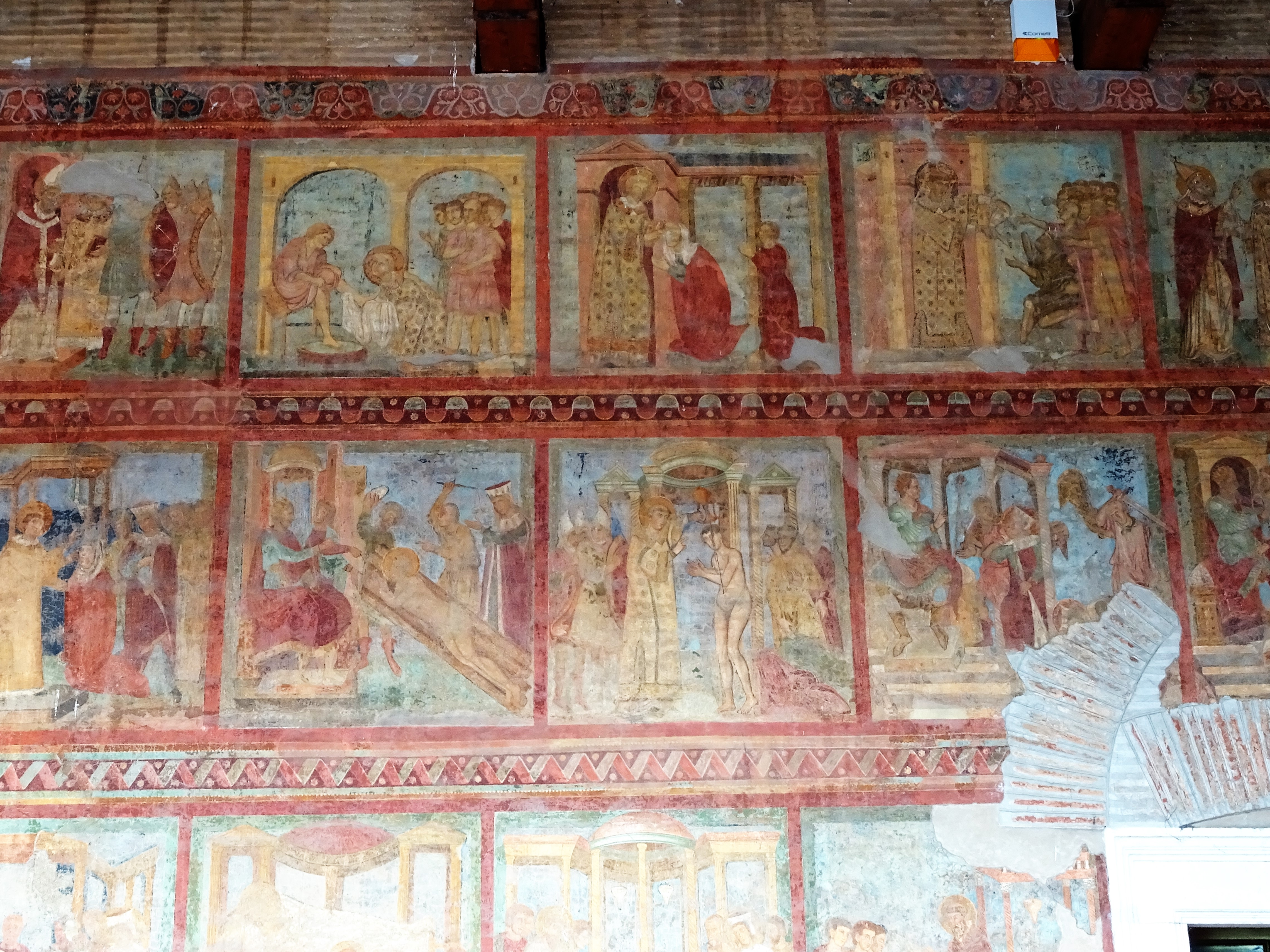
Martiriul Sfântului Laurențiu, frescă din pronaos